# Adam Tuczemski

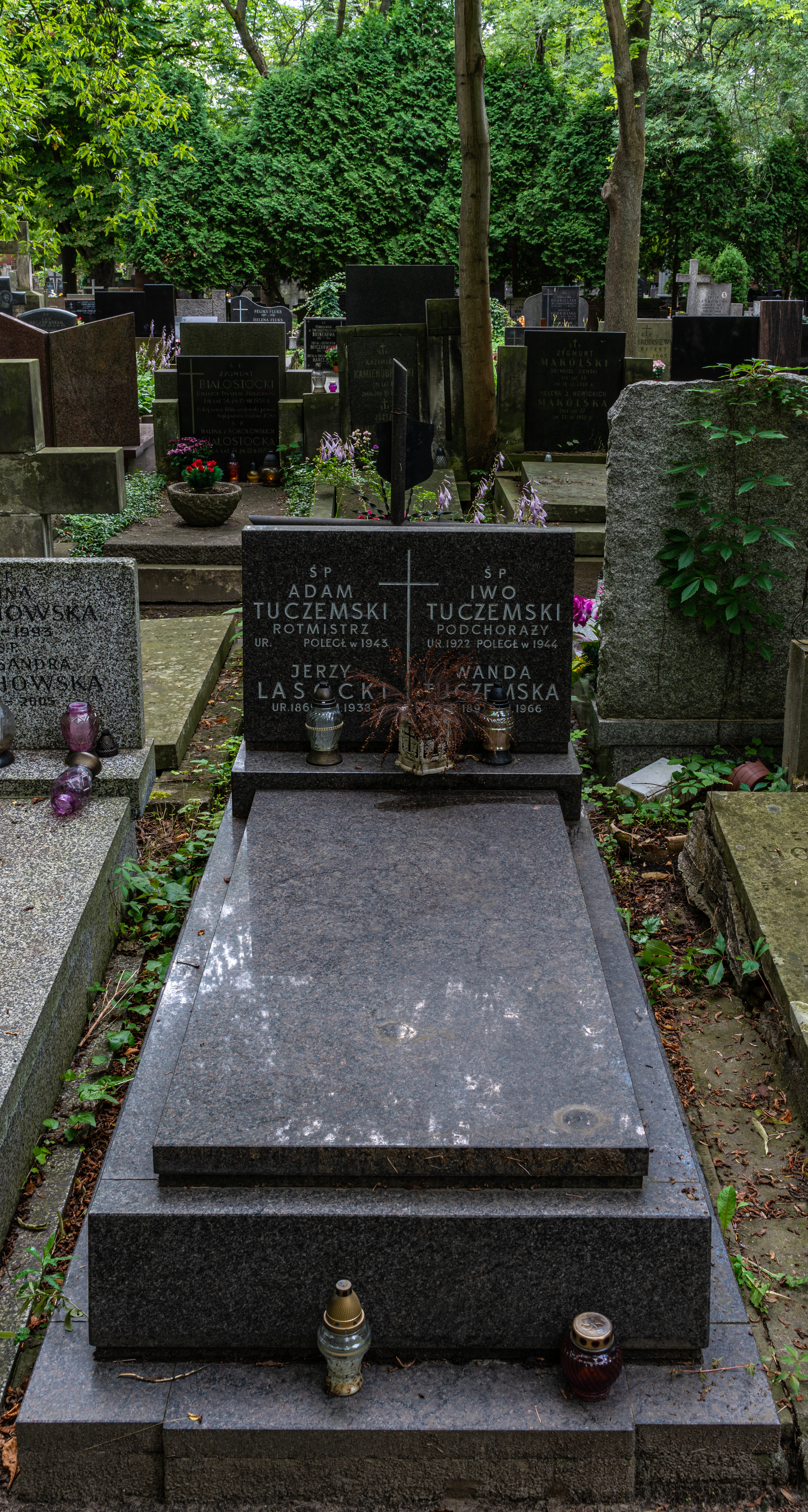
Grób Adama Tuczemskiego na cmentarzu Powązkowskim

Adam Tuczemski, do 1929 Adam Mryc (ur. 16 grudnia 1892 we Lwowie, zm. we wrześniu 1939 w Warszawie) – rotmistrz kawalerii Wojska Polskiego, działacz sportowy, przedsiębiorca.

## Życiorys
Urodził się 16 grudnia 1892 we Lwowie jako Adam Mryc. Ukończył gimnazjum w Kołomyi. W latach 1909–1913 był zawodnikiem Czarnych Lwów. Jego wynik na 30 000 metrów – 2:06.09.0 uzyskany 3 października 1909 został w grudniu 1921 zweryfikowany jako pierwszy rekord Polski na tym dystansie. 23 maja 1914 został jako działacz Czarnych Lwów sekretarzem nowo powołanego Polskiego Kolegium Lekkoatletycznego na b. Galicję.
W czasie I wojny światowej służył w Legionach Polskich, w szeregach 2 pułku ułanów. Rozkazem Wodza Naczelnego Wojsk Polskich z 27 marca 1918 został mianowany na stopień porucznika. Po zakończeniu I wojny światowej, jako były oficer Legionów Polskich został przyjęty do Wojska Polskiego i zatwierdzony do stopnia podporucznika. Został awansowany na stopień rotmistrza jazdy ze starszeństwem z dniem 1 czerwca 1919. Jako oficer nadetatowy 2 pułku szwoleżerów służył w Oddziale III Sztabu Generalnego Wojska Polskiego. W 1924 był oficerem 10 pułku strzelców konnych. Po przeniesieniu w stan spoczynku pod koniec lat 20. zamieszkiwał w Warszawie.
W 1920 został członkiem zarządu Polskiego Związku Lekkiej Atletyki. Na początku lat 20. był członkiem zarządu budowy boiska, jak również klubu Legii Warszawa. Był delegatem Sekcji Narciarskiej Czarnych Lwów na zjazd Polskiego Związku Narciarskiego, w kadencji 1920/1921, 1921/1922 i 1922/1923 był sekretarzem zarządu głównego PZN, w kadencji 1923/1924 i 1924/1925 drugim wiceprezesem PZN, w 1924 wszedł w skład komisji ds. wydania rocznika PZN. W 1923 działał w zarządzie WOZPN. Od 10 lipca 1923 pełnił stanowisko zastępcy redaktora naczelnego tygodnika sportowego Stadjon. Był jednym z założycieli Yacht Klubu Polskiego w 1924.
Był żonaty. Na mocy pisma Komisariatu  Rządu m. st. Warszawy z 6 września 1929 otrzymał zgodę na zmianę nazwiska rodowego „Mryc” na nazwisko „Tuczemski”. Wraz z Jerzym Henrykiem Henrykiem Lasockim został zarządcą zarejestrowanego 9 kwietnia 1931 podmiotu pod nazwą „Tuczemski i Ska. Spółka z ograniczoną odpowiedzialnością”, zajmującej się produkcją i instalowaniem wyrobów betonowych. Był autorem artykułu pt. Zastosowanie betonu do budowy kanałów wentylacyjnych w domach mieszkalnych, opublikowanego w czasopiśmie „Cement” numer 6-10/1931. W wydaniu socjalistycznego dziennika „Robotnik” numer 239 z 14 lipca 1934 donoszono, iż Adam Tuczemski, prowadzący firmę Wyroby Betonowe Solec, wyzyskuje robotników, płacąc im skrajnie niskie wynagrodzenie i nie płacąc za godziny nadliczbowe.
Według jednego źródła Adam Tuczemski zginął w obronie Warszawy we wrześniu 1939. Według inskrypcji nagrobnej poległ w 1943. Został pochowany w grobowcu rodzinnym na cmentarzu Powązkowskim w Warszawie (kwatera 125-3-24).

## Ordery i odznaczenia
- Krzyż Walecznych (dwukrotnie)
- Srebrny Krzyż Zasługi (10 listopada 1928)[25]